# 개얼굴박쥐속
개얼굴박쥐속(Cynomops)은 큰귀박쥐과에 속하는 박쥐속의 하나이다. 중앙아메리카와 남아메리카에서 발견된다. 한때는 넓은얼굴박쥐속(Molossops)에 속하는 아속으로 간주하기도 했다.

## 하위 종
5종으로 이루어져 있다.
- 황갈색개얼굴박쥐 (C. abrasus)
- 그린홀개얼굴박쥐 (C. greenhalli)
- 멕시코개얼굴박쥐 (C. mexicanus)
- 밀러개얼굴박쥐 (C. milleri)
- 파라개얼굴박쥐 (C. paranus)
- 남부개얼굴박쥐 (C. planirostris)